# Fantgöl
Fantgöl är en sjö i Nybro kommun i Småland och ingår i Hagbyåns huvudavrinningsområde.